# Séguélon
Séguélon è una città, sottoprefettura e comune della Costa d'Avorio, situata nella regione di Kabadougou. È capoluogo dell'omonimo dipartimento e conta una popolazione di 15 898 abitanti (censimento 2014).